# Ligne 56 du tramway de Bruxelles (1993-2009)
Pour les articles homonymes, voir Ligne 56.
Ne doit pas être confondu avec Ligne 56 du tramway de Bruxelles (1905-1968).
La ligne 56 du tramway de Bruxelles fut une ligne de tramway mise en service le 4 décembre 1993, qui jusqu’en 2008 relia Schaerbeek Gare à Anderlecht via l’axe prémétro Nord-Sud. Elle reprenait à cette époque l'itinéraire de l'ancienne ligne de tramway 103 entre Erasme et la gare du Midi. En 2008, elle fut réduite à sa section nord (Schaerbeek Gare - Gare du Nord) et ne roula plus qu’en journée et en semaine. Lors de sa suppression en 2009, elle était la ligne de tramway la plus courte du réseau.

## Histoire
Elle vit le jour pour reprendre à la fois la partie sud du tram 103 (Gare du Midi-Erasme) et la partie en prémétro ainsi que le petit tronçon Gare du Nord-Princesse-Élisabeth (Schaerbeek) du 58.
Le 4 décembre 1993, à la suite d'une restructuration importante du réseau de tramway de Bruxelles, la ligne 56 fut créée. Elle remplaça d’une part, l'ancienne ligne 58 des tramways de Bruxelles entre Schaerbeek et Lemonnier (la navette 58 Schaerbeek - Vilvorde étant déjà créée en septembre, 3 mois auparavant) et la 103 entre Gare du Midi et l’hôpital Érasme.
Contrairement à la ligne 103 qui rejoignait la rue Couverte via la rampe Jamar, la ligne 56 empruntait la boucle d’Argonne et parcourait alors un angle de 270° vers la gauche pour rejoindre la place Bara en passant au-dessus de la rampe de sortie du prémétro qu'elle venait d'emprunter avant de marquer son arrêt à la Gare du Midi dans la rue Couverte. Principalement exploitée par des tramways PCC 7700/7800, il n’était pas rare de croiser aussi des tramways de type PCC 7900 sur la ligne 56.
Des services de renfort furent également créés entre la Gare du Midi et le Campus du CERIA où existait une boucle de retournement. Ces tramways venant d’Anderlecht rejoignaient quant à eux la Rue Couverte via la rampe Jamar et retournèrent sur Anderlecht via la boucle d’Argonne. Ce renfort se faisait principalement à l'aide de PCC 7000/7100 à une seule caisse mais aussi des tramways PCC 7700/7800 et, à titre exceptionnel, des 7900.

### Déclin et suppression
- Le 12 janvier 1999, à la suite de travaux importants pour le prolongement de la ligne de métro 1B (actuelle 5) de Bizet à l’hôpital Érasme, le site propre fut désaffecté entre le début du boulevard Josse Leemans (arrêt Saint Nicolas) et l’hôpital Érasme. Les tramways de la ligne 56, bien que limités à Saint Nicolas, affichaient cependant toujours la mention « Érasme [H] » et des bus navettes assuraient le tronçon Saint Nicolas - Érasme.
- En septembre 2003, à la suite de la mise en service du métro 1B entre Bizet et Érasme, la ligne fut raccourcie à Debussy (actuel van Beethoven). Dès lors, les voies entre Debussy et Saint-Nicolas ainsi que la boucle du CERIA furent à leur tour désaffectées. Le tronçon entre les arrêts Debussy et CERIA fut repris par la ligne du bus 75.
- Entre le 6 mars 2006 et le 26 juin 2006, la ligne 56 fut provisoirement scindée en 2 tronçons :
  - Schaerbeek – Lemonnier : Les trams continuaient ensuite sur la ligne 3/23 vers le Heysel.
  - Gare du Nord – Debussy (actuel van Beethoven).
- Le 4 septembre 2006, la ligne est prolongée de Debussy (actuel van Beethoven) jusqu’à un nouveau terminus appelé Marius Renard près du parc de la Pede.

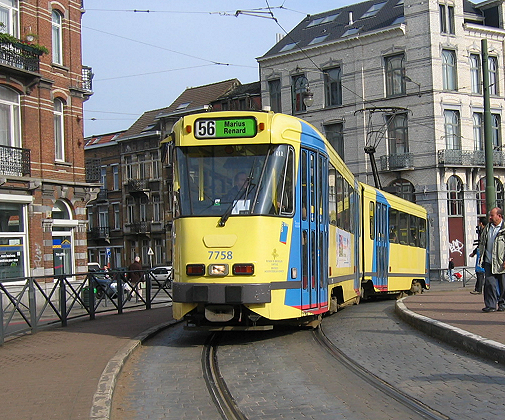
Tram 56 vers Marius Renard à l'arrêt Verboekhoven de Schaerbeek
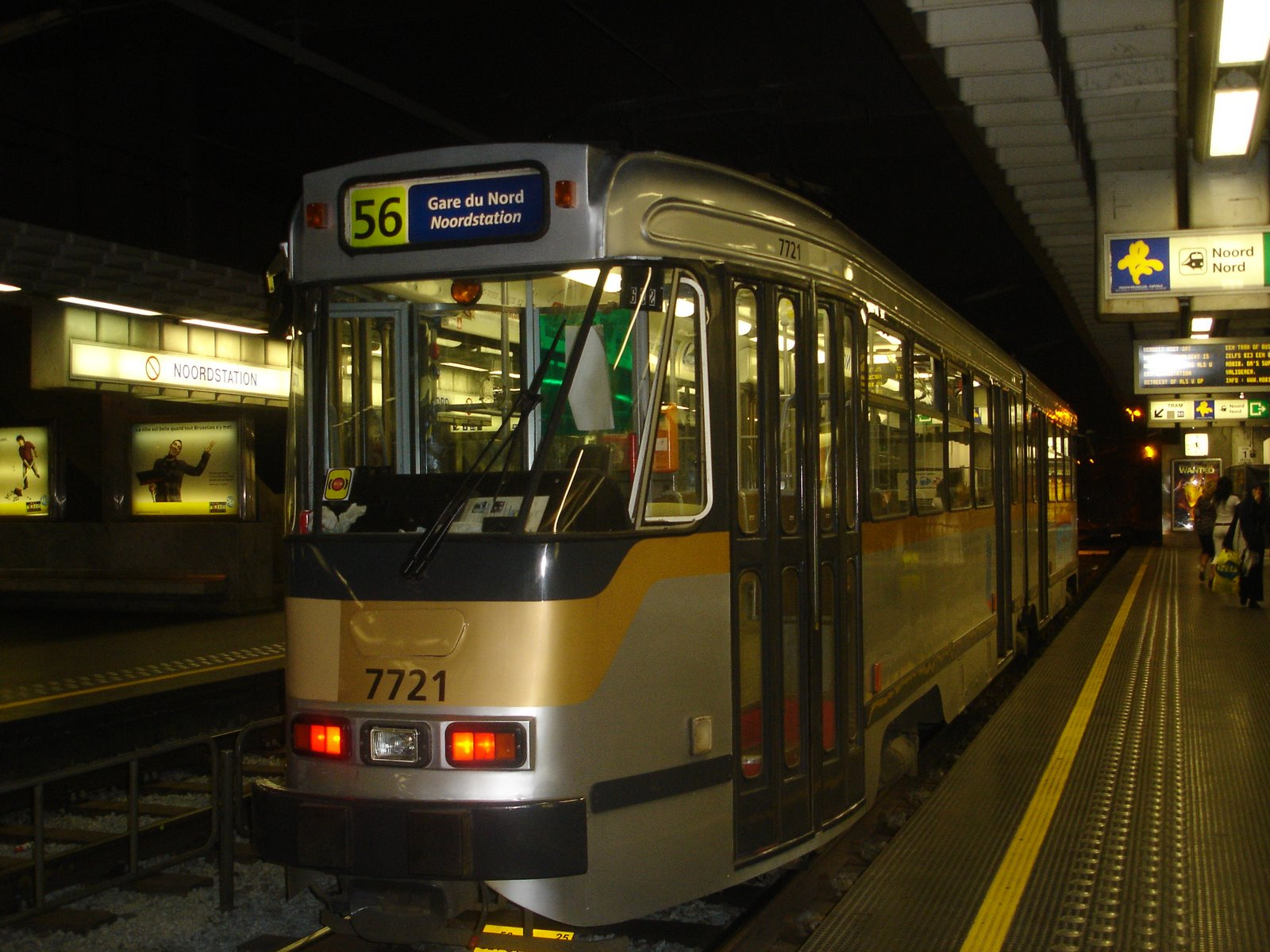
Tram 56 à la gare du Nord assurant la navette vers la gare de Schaerbeek

- Le 2 juillet 2007, à la suite de la mise en service des trams CHRONO 3 et 4 sur l'axe Nord-Sud et la mise à quatre voies du futur terminus en impasse des trams 25 et 55 à Rogier (ancien terminus à trois voies du tram 90), la ligne 25 continua sur la ligne 56 jusqu’à la Gare du Midi où elle marqua son terminus provisoire.
- Le 3 septembre 2007, à la suite d'une demande importante des habitants de la rue Gallait, des services renfort entre Verboekhoven et Lemonnier furent créés. La mention « 56 Lemonnier » fut confectionnée et placée sur les bobines PCC.
- Le 30 juin 2008, la ligne fut raccourcie à la Gare du Nord depuis Schaerbeek, afin de laisser la desserte de l’axe prémétro Nord-Sud aux seules lignes 3 et 4. Le tronçon Gare du Midi - Marius Renard est alors repris par la ligne 81. En soirée, le tronçon Gare du Nord – Marius Renard est entièrement repris par la ligne 31 qui finira par s'effacer en 2015.
- Suspendue « temporairement »[2] le 29 juin 2009 pour permettre la rénovation de la rue Gallait, la ligne 56 n’a pas été rétablie lorsque la circulation des trams 55 et 33 fut rétablie sur ce tronçon le 19 décembre 2009. Elle est ainsi, de facto, supprimée. (Il faut dire qu’après le raccourcissement de 2008, tous les arrêts du 56 sauf deux étaient également desservis par les trams 55 et 33.)

## Tracé et stations
La ligne 56 du tram de Bruxelles partait de Schaerbeek Gare en correspondance avec les lignes 24 et 92. Les trams descendaient jusqu’à l’avenue Princesse Élisabeth où ils croisaient la ligne 23, actuel 7. Ils arrivaient à la place Eugène Verboekhoven, point de correspondance avec les lignes 55 et 92. Puis, les 56 et 55 obliquaient vers le sud-ouest, empruntant ainsi la rue Van Oost. Ils desservaient ensuite la place du Pavillon et l'arrêt du même nom, roulaient sur la rue Gallait, et étaient rejoints par les lignes 25 et 94 à Liedts. Ils se séparaient des trams du 94, rejoignant les trams 4 à Thomas. Les 4, 25, 55 et 56 s’engouffraient ensuite dans les tunnels de l’axe Nord-Sud.
À partir de 2007, au lieu de poursuivre vers le sud, les trams 56 arrivaient sur les voies centrales de la Gare du Nord, leur terminus en correspondance avec les lignes 3, 4, 25 et 55.
Auparavant, ils poursuivaient par le tunnel de l'axe Nord-Sud jusqu'à Lemonnier, poursuivant en souterrain jusqu'à la rue Couverte et réalisant ensuite une boucle à l'air libre de 270° via la rue de l'Argonne puis la place Bara. Les trams continuaient sur la rue de Fiennes, desservant la place du Conseil, la rue Van Lint, le square Albert I et roulent ensuite sur la chaussée de Mons. Ils desservaient la station Cureghem, en correspondance avec beaucoup d'autres lignes de bus, et square Emile Vandervelde. Après avoir franchi le canal, ils roulaient ensuite dans la rue Wayez, longeant la place de la Résistance, et effectuaient une correspondance avec le métro 1A puis 5 à Saint-Guidon.
Entre Saint-Guidon et le rond-point du Meir, la ligne avait à l'origine un tracé différent, en ligne droite passant devant la station de métro par l'avenue Paul Janson dans le sens nord-sud et faisant une boucle par la rue de Veeweyde et l'avenue Limbourg dans l'autre sens. Ces deux sections à simple voie (un vestige démonté de la deuxième voie subsistait) ont fini par s'effacer vers 2007 au profit d'une double voie avenue Janson. À l'arrêt Debussy, terminus de 2003 à 2007, les trams effectuaient un virage à 90° vers la rue Claude Debussy.
Après 2007, ils empruntaient un nouveau tronçon vers Marius Renard qui se confond entièrement avec le tracé de l'actuelle ligne 81.
Avant 2003, ils empruntaient l'avenue Marius Renard jusqu'à la place Bizet, où le segment de voies traversant la place est devenu un site propre de bus, et continuaient vers la place de la Roue. À partir de là, les deux voies se séparaient prenant soit l'avenue de la Persévérance et celle des Droits de l'Homme, soit l'avenue G. Mecklemans, et se retrouvant à la place Wauters. Passant sous la ligne ferroviaire Bruxelles-Gand-Ostende, ils voyaient partir sur la gauche une grande boucle de retournement donnant sur l'avenue Émile Grisson où se trouvait le terminus à deux voies face au CERIA. Le reste de la ligne se dirigeait vers le cul-de-sac de la rue des Fraises où démarrait le site propre de 1982 pour desservir l'hôpital Erasme.
Le site propre commençait par une courbe en "S" entre des jardins et l'Institut Meurice, amenant les rails le long de la chaussée de Mons et croisant, à niveau, une bretelle de sortie du Ring ! Juste après le pont sous le Ring, elle effectuait une courbe serrée arrivant sur le terre-plein arboré du boulevard Josse Leemans, c'est à cet endroit que fut établi le terminus Saint-Nicolas en 1999. Le reste du site propre suivait le boulevard jusqu'à l'arrêt Leemans, tournait sur le terre-plein de la route de Lennik, et atteignait finalement son terminus de l'hôpital Erasme où un souterrain menant vers un tunnel piéton a été ménagé. La prolongation du métro a fait disparaître les voies du tram et créa une trémie au milieu de la route de Lennik, le terminus du métro se trouvant sensiblement au même niveau que celui des trams 103 puis 56.

### Les stations (2008-2009)
|  |   |  | Stations            | Type     | Communes desservies | Correspondances                |
|  | - |  | ------------------- | -------- | ------------------- | ------------------------------ |
|  | o |  | Schaerbeek Gare     |          | Schaerbeek          | SNCB –                         |
|  | o |  | Princesse Élisabeth |          | Schaerbeek          | (T) · (23) · (24) · (92)       |
|  | o |  | Verboekhoven        |          | Schaerbeek          | (T) · (55) · (92)              |
|  | o |  | Pavillon            |          | Schaerbeek          | (T) · (55)                     |
|  | o |  | Rubens              |          | Schaerbeek          | (T) · (55)                     |
|  | o |  | Liedts              |          | Schaerbeek          | (T) · (25) · (55) · (94)       |
|  | o |  | Thomas              |          | Schaerbeek          | (T) · (3) · (25) · (55) · (94) |
|  | o |  | Gare du Nord        | Prémétro | Schaerbeek          | SNCB –                         |

### Arrêts desservis avant 2008
Gare de Schaerbeek - Princesse Élisabeth - Verboekhoven - Pavillon - Rubens - Liedts - Thomas - Gare du Nord  - Rogier - De Brouckère -  Bourse - Anneessens - Lemonnier - Gare du Midi - Bara - Conseil - Albert Ier - Cureghem - Douvres - Résistance - Saint-Guidon - Meir - Ysaye - Van Beethoven - (Frans Hals - Parc Vives - Marius Renard) / - Van Beethoven - Debussy - Bizet - Waxweiler - Wauters - Fraises/CERIA-Emile Gryson - Meurice - Saint-Nicolas - Leemans - Hôpital Erasme
- en gras les stations de prémétro  et chaque terminus provisoire de la ligne.

### Matériel roulant
La ligne 56 du tramway de Bruxelles était équipée de PCC 7700/7800, les premiers véhicules bidirectionnels du réseau et utilisait régulièrement des PCC 7900 avant d'être limitée à la gare du Nord. Les trams du service de renfort entre Gare du Midi et le CERIA étaient généralement des PCC 7000/7100 ou des 7700/7800.